# Rafael Lima Pereira
Rafael Lima Pereira (* 1. April 1993 in Porto Franco), auch Rafinha genannt,  ist ein brasilianischer Fußballspieler.

## Karriere
Rafael Lima Pereira erlernte das Fußballspielen im CFZ do Rio SE sowie in der Jugendmannschaft vom CR Flamengo. Hier unterschrieb er 2013 auch seinen ersten Profivertrag. Der Verein aus Rio de Janeiro spielte in der ersten Liga, der Campeonato Brasileiro de Futebol. Mit Flamengo gewann er 2013 die Copa do Brasil. 2014 wurde er an den EC Bahia nach Salvador ausgeliehen. Mit dem Verein gewann er 2014 die Campeonato Baiano. Das erste Halbjahr 2015 erfolgte eine Ausleihe an Atlético Goianiense. Die zweite Jahreshälfte spielte er auf Leihbasis in Südkorea bei Daejeon Citizen. Das Fußballfranchise aus Daejeon spielte in der ersten Liga des Landes, der K League Classic. 2016 kehrt er nach Brasilien zurück und spielte ebenfalls auf Leihbasis bis Mitte 2016 bei CA Metropolitano. Im Juli 2016 ging er wieder auf Leihbasis nach Asien. Hier schloss er sich in Thailand Thai Honda Ladkrabang an. Der Verein aus der thailändischen Hauptstadt Bangkok spielte in der zweiten Liga, der Thai Premier League Division 1. Mit dem Klub wurde er Zweitligameister und stieg in die erste Liga auf. Ende 2017 musste er mit dem Verein wieder den Weg in die Zweitklassigkeit antreten. Nach dem Abstieg kehrte er nach Brasilien zurück. Der Avaí FC aus Florianópolis verpflichtete ihn ab Anfang 2018 für ein Jahr. Nach Vertragsende zog es ihn nach Mexiko. In Mexiko spielte er die erste Jahreshälfte bei dem in der zweiten Liga, der Ascenso MX, spielenden Cafetaleros de Tapachula. Für den Verein aus Tapachula absolvierte er 13 Zweitligaspiele. Von Juli 2019 bis Januar 2020 war er vertrags- und vereinslos. Der brasilianische Verein EC São Bento nahm ihn ab Februar 2020 unter Vertrag.

## Erfolge
Flamengo Rio de Janeiro
- Copa do Brasil: 2013

EC Bahia
- Campeonato Baiano: 2014